# 東布拉德福德 (英國國會選區)
東布拉德福德（英語：Bradford East），英國國會一自治市選區，包括英格蘭約克郡-亨伯西約克郡布拉德福德東部。
始於1885年，1974年被撤，2010年恢復。2010年大選中自民黨的大衛·沃德以33.7%選票擊敗工黨的現任議員泰瑞·魯尼首次當選。